# 小行星9560
小行星9560（9560 Anguita）是一颗绕太阳运转的小行星，为主小行星带小行星。该小行星于1987年3月3日发现。

## 轨道参数
小行星9560的轨道半长轴为2.1708322 UA，离心率为0.056。